# Saint-Martin-de-Crau
Saint-Martin-de-Crau là một xã ở tỉnh Bouches-du-Rhône, thuộc vùng Provence-Alpes-Côte d’Azur ở miền nam nước Pháp. Inhabitants are called Saint-Martinois.

### Thành phố kết nghĩa
- , Markgröningen, Đức